# Wald-Michelbach
Wald-Michelbach è un comune tedesco di 10 791 abitanti,, situato nel Land dell'Assia.